# Machine à voter à vérification indépendante
Une machine à voter à vérification indépendante ou à vérification duale est une machine à voter qui produit plusieurs (au moins deux) enregistrements indépendants auditables des votes, et où le deuxième enregistrement est utilisé pour vérifier le premier, et qui présente ainsi certaines garanties d'exactitude. Pour être considéré « indépendant », au moins un des enregistrements doit être non modifiable par la machine à voter et directement vérifiable par l'électeur. Ces systèmes doivent permettre des vérifications croisées de ces divers enregistrements.
Le but d'une machine à voter à vérification indépendante est d’améliorer la sécurité et de maintenir l'intégrité du vote. La théorie veut qu'une altération devrait altérer les deux enregistrements séparés pour ne pas être détectée par un audit.
Ces machines peuvent utiliser des systèmes d'identification de type Voter Verified Paper Audit Trail (VVPAT), End-to-end auditable voting system, witness system ou optical scan voting system.
Il est indispensable de définir un cadre légal qui autorise la vérification des traces papier et définisse sa portée juridique en cas de contentieux électoral .
Lors des élections présidentielles vénézueliennes de 2012, des machines à voter à double vérification sont utilisées : l'électeur vote normalement avec la machine, qui comptabilise les votes, puis imprime un bulletin de vote. Le bulletin est ensuite déposé dans une urne traditionnelle. La possibilité d'un double décompte est ainsi conservée.